# UADk形貨車

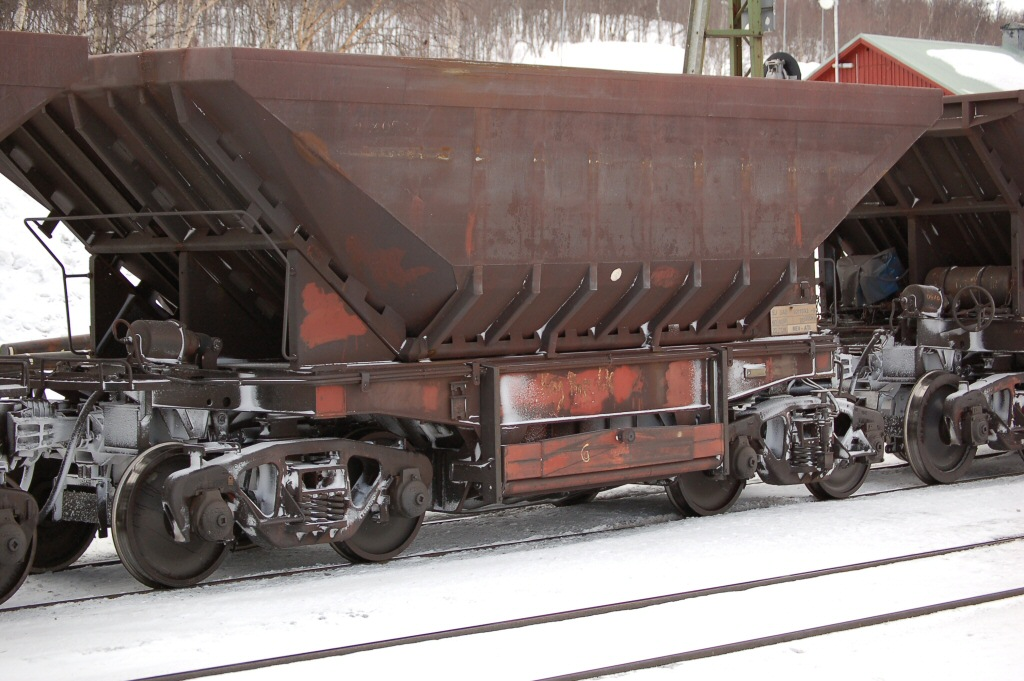
マルムバナン線で停車中のUAD形貨車

UADk形貨車 は2005年からスウェーデンのマルムトラフィークで運用されている100トン積鉱石運搬車である。これに先立つ1998年にLKABが鉄鉱石増産のため南アフリカのトランスネットから鉱石運搬車を導入していたが、さらなる増産に備えた増備にあたって自国内のキルナ・ワゴンからUAD形・UADP形を導入した。本形式はこれとほぼ同形で、110両が導入された。マルムバナン線のうち、ナルヴィクに延びる北部線とルレオに延びる南部線の双方で運用されている。 
荷卸しはLKABの他の鉱石運搬車と同様に、荷卸し場に設置されたガイドで側面から底部の荷卸扉の開閉を操作することで行われる。古いUAD形・UADP形との最大の違いは、丸みを帯びたバケット形状である。この他、ブレーキ系統も新設計になっている。 

## 仕様
- 軸重：25トン
- 空車重量：20トン
- 積載量：80トン
- 積車重量：100トン
- 最高速度：50 km / h
- 全高：3.4 m
- 全長：7.2 m
- 全幅：3.5 m

- 連結器： SA3型
- 台枠：Kインダストリエ製
- 走行装置・安全機器：Kインダストリエ製
- バスケット：キルナ・ワゴン製
- 荷卸扉：キルナ・ワゴン製
- 荷卸し機構：ノルウェー製